# Lontra (Minas Gerais)
Lontra é um município brasileiro no norte do estado de Minas Gerais.

## História
O município de Lontra foi criado em 1992 como desmembramento de São João da Ponte.